# Raquel Kogan
Pour les articles homonymes, voir Kogan.
Raquel Tasny Kogan est une artiste brésilienne née le 30 juillet 1955 à São Paulo. Son travail pluridisciplinaire mêle peinture, sculpture et multimédia,,. 

## Biographie
Raquel Kogan étudie l'architecture et l'urbanisme à l'université de Mackenzie à São Paulo et en sort diplômée en 1978. 

## Carrière
Sa carrière d'artiste débute dans les années 1990 lorsqu'elle expose à la galerie Monica Filgueiras de São Paulo dans laquelle elle présente des œuvres mêlant peinture et sculpture. Dès lors ses travaux sont présentés au cours d'expositions individuelles et collectives à travers le monde. 
Au début des années 2000, sa pratique évolue et s'intéresse fortement aux nouvelles technologies. Raquel Kogan monte alors une série d'installations immersives nommée #Réflexion. Elle invite le spectateur à interroger sa perception et ses sens, tout en considérant son rôle à jouer dans l'art. Basées sur l'interaction avec le public, ces installations ont besoin du spectateur pour être fonctionnelles. 
Elle a participé à plusieurs expositions dans des institutions telles que le Centre culturel Chapelle Morumbi (São Paulo), Itaú Cultural, Banco do Nordeste Cultural Center (Fortaleza), le HI avenir (Rio de Janeiro) outre la XXe Biennale Internationale de Curitiba.  
Elle a reçu des prix tels que Transmídia Itaú Cultural, Rumos Cibernética (2007), Funarte São Paulo (2011), Rumos Cinema (2013) et au Centre Pompidou à Paris en 2018 lors de l'exposition Artiste et Robots[pas clair]. 